# Герб Бродівського району
Герб Бро́дівського райо́ну — офіційний символ Бродівського району Львівської області поряд з прапором району та штандартом голови районної ради. Положення про символи затверджено рішенням Бродівської районної ради від 26.07.2001 р. № 206. 
Автори герба  — Уляна Гречило та Андрій Гречило.

## Опис герба
Герб району являє собою геральдичний щит, розтятий на золоте та червоне поля, на яких хрест — відповідно, напівсиній і напівсрібний, а на ньому — геральдична лілія в обернених кольорах.
Великий герб району являє соболю щит з гербом району, увінчаний золотою територіальною короною (із зубцями з липових і дубових листків), який підтримують два бобри-щитотримачі — справа (геральдично) червоний, зліва — золотий, знизу на синій стрічці — золотий напис «Бродівський район».

## Значення символіки
Розподіл і колористика щита в гербі району символізує географічне розташування Брідщини на межі Галичини і Волині (у ХІІ—ХІІІ ст. територія району входила до складу Луцької землі Володимирського князівства, пізніше — до Львівської землі Руського воєводства (у т. ч. до 1569 р. тут проходив кордон між Польською короною та Великим князівством Литовським, а з 1772 по 1918 рр. — кордон між Австрійською та Російськими імперіями)), що значно впливало на економічний та історичний розвиток регіону. Знаком Волині є срібний хрест у червоному полі, Галичину уособлює синій хрест у золотому полі, разом вони становлять єдине історичне ціле. Знак лілеї фігурує у гербі міста Бродів і вказує на значення адміністративного центру, біло-синій колір лілеї є відповідником порядності, благородства і чистоти. У великому гербі щит підтримують фігури двох бобрів, котрі символізують працелюбність і напористість мешканців району.
Відмінна колористика щитотримачів також підкреслює специфіку осідання тут людей з обох історичних регіонів. Щит увінчує стилізована територіальна корона, яка вказує на приналежність герба району та характеризує його мішану рослинність (зубці корони зображені у формі дубових і липових листків).